# Нові Ігіті
Нові Ігі́ті (рос. Новые Игити, чув. Çĕнĕ Йĕкĕт) — присілок у складі Красноармійського району Чувашії, Росія. Входить до складу Убеєвського сільського поселення.
Населення — 168 осіб (2010; 159 у 2002).
Національний склад:
- чуваші — 99 %